# Pea Ridge
Pea Ridge es un lugar designado por el censo ubicado en el condado de Santa Rosa en el estado estadounidense de Florida. En el Censo de 2010 tenía una población de 3.587 habitantes y una densidad poblacional de 491,99 personas por km².

## Geografía
Pea Ridge se encuentra ubicado en las coordenadas 30°35′59″N 87°6′1″O / 30.59972, -87.10028. Según la Oficina del Censo de los Estados Unidos, Pea Ridge tiene una superficie total de 7.29 km², de la cual 7.27 km² corresponden a tierra firme y (0.32%) 0.02 km² es agua.

## Demografía
Según el censo de 2010, había 3.587 personas residiendo en Pea Ridge. La densidad de población era de 491,99 hab./km². De los 3.587 habitantes, Pea Ridge estaba compuesto por el 89.8% blancos, el 3.04% eran afroamericanos, el 0.84% eran amerindios, el 2.2% eran asiáticos, el 0.11% eran isleños del Pacífico, el 1.17% eran de otras razas y el 2.84% pertenecían a dos o más razas. Del total de la población el 4.27% eran hispanos o latinos de cualquier raza.